# Holmsjön (Umeå socken, Västerbotten, 709828-172408)
Holmsjön är en sjö i Umeå kommun i Västerbotten och ingår i Tavelåns huvudavrinningsområde.